# Day Break
Pour les articles homonymes, voir Daybreak (homonymie).
Day Break est une série télévisée américaine en treize épisodes de 42 minutes créée par Paul Zbyszewski et dont seulement les six premiers ont été diffusés entre le 15 novembre et le 13 décembre 2006 sur le réseau ABC. Les épisodes suivants ont été diffusés à partir du 29 janvier 2007 sur le site d'ABC, puis sur la chaîne TV One.
En France, la série a été diffusée à partir du 27 janvier 2008 sur TPS Star puis dès le 11 février 2009 sur France 4. Elle reste inédite dans les autres pays francophones.

## Synopsis
L'inspecteur Brett Hopper est accusé du meurtre de l'adjoint du procureur Garza. Il réalise qu'il a été piégé et que ses proches sont en danger. Mais chaque matin, il se retrouve au début de la même journée, qui recommencera jusqu'à ce qu'il ait découvert la vérité.
Il revit cette journée, encore et encore. Chaque matin, il a une nouvelle chance d'avancer dans son enquête grâce aux conséquences de ses nouveaux choix. Et petit à petit il découvre une tout autre vérité, celle qui régit la mort de son père.

## Distribution

### Acteurs principaux
- Taye Diggs (VF : Bruno Dubernat) : Détective Brett Hopper
- Moon Bloodgood (VF : Véronique Desmadryl) : Rita Shelten
- Meta Golding (VF : Claire Guyot) : Jennifer Mathis
- Victoria Pratt (VF : Marjorie Frantz) : Inspecteur Andrea Battle
- Ramón Rodríguez (VF : Emmanuel Garijo) : Damien Ortiz
- Adam Baldwin (VF : David Krüger) : Inspecteur Chad Shelten
- Mitch Pileggi (VF : Pierre Dourlens) : Détective Armen Spivak

### Acteurs récurrents
- Ian Anthony Dale (VF : Antoine Nouel) : Détective Christopher Choi
- John Rubinstein (VF : Igor De Savitch) : Barry Colburn
- Nestor Carbonell : Eddie Reyes
- John Getz (VF : Philippe Catoire) : Juge Tobias Booth
- Jonathan Banks (VF : Féodor Atkine) : Conrad Detweiler
- Jim Beaver (VF : Jacques Frantz) : Nick Vukovic
- Don Franklin (VF : Serge Faliu) : Randall Mathis
- Michael B. Silver (VF : Maurice Decoster) : Nathan Baxter
- Bahar Soomekh (VF : Laëtitia Lefebvre) : Margo

 Source et légende : version française (VF) sur RS Doublage et DSD Doublage Séries Database

## Personnages
- Brett Hopper, le personnage principal de la série. Il est un inspecteur qui est accusé du meurtre de l'assistant du procureur Alberto Garza
- Rita Shelten, la petite amie de Hopper. Elle est infirmière. Elle est menacée par les personnes voulant faire accuser Hopper.
- Jennifer Mathis, la sœur de Hopper. Elle est institutrice.
- Andrea Battle, l'actuelle coéquipière de Hopper. Elle aussi est inspecteur. Une enquête est menée sur elle par les affaires internes.
- Damien Ortiz, l'informateur de Hopper. Il est membre d'un gang qui a décidé de se retourner contre lui.
- Chad Shelten, l'ancien coéquipier de Hopper. Il est maintenant inspecteur aux affaires internes, il est aussi l'ex-mari de Rita.

## Épisodes
1. Machination (Pilot)
2. Et s'ils s'enfuyaient ? (What If They Run)
3. Et s'il la laissait partir ? (What If He Lets Her Go)
4. Et s'il pouvait changer le jour ? (What If He Can Change the Day)
5. Et s'ils étaient cernés ? (What If They're Stuck)
6. Et s'il cooperait ? (What If They Find Him)
7. Et s'il n'était pas seul ? (What If He's Not Alone)
8. Et si elle mentait ? (What If She's Lying)
9. Et s'ils avaient un lien ? (What If They're Connected)
10. Et s'il était libre ? (What If He's Free)
11. Et s'il prenait des vacances ? (What If He Walks Away)
12. Et si elle était la clef ? (What If She's the Key)
13. Et si c'était demain ? (What If It's Him)

## Commentaires
- Le thème de la boucle temporelle, c'est-à-dire du personnage qui revit la même période de temps, est apparu auparavant dans plusieurs œuvres de fiction, comme le film Un jour sans fin (1993) ou la nouvelle The Tunnel Under the World (1955), de Frederik Pohl.
- Après la diffusion du sixième épisode le 13 décembre 2006, dont l'audience n'a pas atteint les quatre millions de téléspectateurs, ABC annule la diffusion de la série sur sa chaîne[4] et annonce la reprise de la diffusion des épisodes suivants sur son site. Trois épisodes ont été diffusés le 29 janvier 2007, puis un par semaine, le lundi soir, pour les épisodes suivants.
- La chaîne britannique Bravo a annoncé avoir acheté la série ainsi que les épisodes non diffusés. Il s'agit d'une saison complète : il y a donc un dénouement final qui se suffit à lui-même et ne nécessite pas de deuxième saison. Cependant, le dernier épisode laisse en suspens quelques interrogations.
- Les chaînes françaises TF1 et TPS Star ont acquis les droits de diffusion. TPS Star l'a diffusée en exclusivité, doublée en français, à partir du 27 janvier 2008 puis France 4 l'a diffusée à partir du 11 février 2009. TF1 ne l'a jamais diffusée.